# الهرمية الإدارية لرموز التقسيم
الهرمية الإدارية لرموز التقسيم ((بالإنجليزية: Hierarchical administrative subdivision codes)‏) هي رموز لتمثيل أسماء التقسيمات الفرعية البلد ما، مثل الولايات، الأقاليم، المقاطعات، المناطق والجهات.
قد تم وصف هذه الرموز في كتاب «القسيمات الإدارية للبلدان: مرجعي عالمي شامل، 1900 حتى عام 1998» من طرف الباحث Gwillim Law.
الرموز هي عبارة عن حروف من الأبجدية اللاتينية ولها طول ثابت لتقسيمات المستوى الأول.
```
DE.NW - 
شمال الراين-وستفاليا

DE.NW.DM - مقاطعة 
دارمشتات
```

```
MA.FB - جهة 
فاس بولمان

MA.FB.SE - إقليم 
صفرو
```

## وصلات خارجية ومصادر
- Hierarchical administrative subdivision codes at statoids.com